# Tonsko Dabe, Blagoevgrad
Tonsko Dabe (în bulgară Тонско дабе) este un sat în comuna Petrici, regiunea Blagoevgrad, Bulgaria.

## Demografie
Componența etnică a satului Tonsko Dabe
     Nicio identificare (100%)
     Altele (0%)
La recensământul din 2011, populația satului Tonsko Dabe era de 2 locuitori, a căror apartenență etnică nu era cunoscută.